# Rosenus altaissimus
Rosenus altaissimus är en insektsart som beskrevs av Alexander Fyodorovich Emeljanov 1972. Rosenus altaissimus ingår i släktet Rosenus och familjen dvärgstritar. Inga underarter finns listade i Catalogue of Life.